# DMI
 For alternative betydninger, se DMI (flertydig). (Se også artikler, som begynder med DMI)
Danmarks Meteorologiske Institut eller DMI (fra 1. april 1872 til 1. januar 1990 Meteorologisk Institut) er et institut under Klima-, Energi- og Forsyningsministeriet, der varetager de meteorologiske samfundsopgaver i kongeriget Danmark herunder rigets omliggende farvande og luftrum. Institutionen etableredes i 1872 under det daværende Marineministerium.

## Opgaver
Institutionens opgaver er mange og omfatter bl.a.:
- prognose- og varslingstjeneste, herunder udsendelse af vejrudsigter
- overvågning af vejr og klima, herunder udsendelse af vejrmeldinger og miljømæssige forhold i atmosfæren
- indsamling og bearbejdning af meteorologiske, klimatologiske og oceanografiske målinger og af beslægtede geofysiske parametre
- overvågning og udforskning af drivhuseffekten og stratosfærens ozonbalance
- DMI har en iscentral i Narsarsuaq, som varetager isobservations- og ismeldetjeneste for de grønlandske farvande.
- DMI varetager den meteorologiske betjening af den civile luftfart inden for rigsfællesskabet, bl.a. baseret på normer og forskrifter fra FN's organisation for civil luftfart. Der foretages endvidere meteorologisk briefing af piloter og af vejrobservationstjenester på visse lufthavne. Flyvevejrtjenesten etableredes i 1926
- det danske forsvar får meteorologiske informationer til brug for militære operationer. Denne tjeneste etableredes i 1956
- Danmarks Klimacenter, der blev etableret i 1998, udfører grundlæggende forskning og undersøgelser af regionale og globale klimaændringer og deres mulige konsekvenser.

Instituttet deltager i Danmarks stormflodsberedskab og det landsdækkende atomberedskab og samarbejder med andre myndigheder inden for miljø- og forureningsområderne.
Sammen med andre forsknings- og undervisningsinstitutioner samt med deltagelse af private firmaer deltager DMI i udvikling og drift af Ørsted satellitten, der foretager målinger af Jordens magnetfelt.
Til vejrudsigter bruger DMI både NOAA-satellitterne, og Meteosat-satellitterne (fra EUMETSAT).
DMI har fem radarer i Danmark (ekskl. Grønland) til måling af nedbør opstillet på Bornholm, Rømø og Stevns samt i Sindal og Virring.

## Historie
H.C. Ørsted foreslog allerede i 1820, at der skulle foretages systematiske observationer af meteorologiske forhold i Danmark. Men først efter en berømt begivenhed under Krimkrigen i 1854, hvor en storm overraskede den engelsk/franske flåde, blev der sat skub i tingene. Først med oprettelsen af et fransk meteorologisk institut (det nuværende Météo-France) to år senere i 1856.
Danmark fulgte trop i 1872 med Niels Hoffmeyer, der var en tidligere flådeofficer ansat i Krigsministeriet. Instituttet havde fire medarbejdere med Niels Hoffmeyer som bestyrer. DMI har til sammenligning i dag ca. 370 medarbejdere.
Til at begynde med skulle instituttet varetage følgende opgaver rundt omkring i landet:
- Tilvejebringelse af iagttagelser
- Spredning heraf til offentligheden
- Udvikling af videnskabelig meteorologi

## Ekstern henvisning
- DMIs hjemmeside
- Ældre årgange af Meteorologisk Aarbog udgivet af DMI er digitalt tilgængelige via Internet Archive

| Myndighed | Spire Denne artikel om en offentlig myndighed er en spire som bør udbygges. Du er velkommen til at hjælpe Wikipedia ved at udvide den. |

55°42′56.13″N 12°33′41.16″Ø / 55.7155917°N 12.5614333°Ø